# Почитанка (разъезд, населённый пункт)
Почитанка — упразднённый разъезд (тип населённого пункта) в Ижморском районе Кемеровской области. На момент упразднения в 1997 году был в административном подчинении администрации рабочего поселка Ижморский.

## География
Располагался у одноимённого железнодорожного разъезда Западно-Сибирской железной дороги, на расстоянии примерно 1,5 км по прямой к юго-западу от поселка Берёзовский.

## История
Основан в 1912 г. По данным на 1926 году разъезд Почитанский состоял из 1 хозяйства. В административном отношении входил в состав Ижморского сельсовета Ижморского района Томского округа Сибирского края.
Исключен из учётных данных в 1997 году

## Население
| 1970 | 1979 | 1989 |
| ---- | ---- | ---- |
| 39   | ↘36  | ↘8   |

По переписи 1926 г. на разъезде проживало 5 человек (2 мужчин и 3 женщины), основное население — русские.